# Lata 80. XVIII wieku

## Wydarzenia
- 1781
  - William Herschel odkrył planetę Uran[1].
- 1783
  - 3 września – w Paryżu podpisano traktat, na mocy którego Wielka Brytania uznała niepodległość Stanów Zjednoczonych[2].
  - Katarzyna II Wielka zlikwidowała Chanat Krymski[3].
  - William Herschel odkrył ruch Słońca w przestrzeni międzygwiazdowej oraz określił kształt i rozmiary Drogi Mlecznej[4].
- 1784
  - kupcy rosyjscy założyli na Alasce pierwsze osady i faktorie[3].
- 1785
  - francuski żeglarz Jean-François de La Pérouse rozpoczął wyprawę badawczą na Ocean Spokojny[5].
- 1787
  - 17 września – została wydana Konstytucja Stanów Zjednoczonych. Weszła w życie 4 marca 1789 roku[2].
- 1788
  - 6 października – rozpoczęły się obrady Sejmu Czteroletniego[6]
- 1789
  - 4 lutego – George Washington został jednomyślnie wybrany na prezydenta Stanów Zjednoczonych[7].
  - 14 lipca – paryżanie zdobyli Bastylię, twierdzę, przekształconą przez Ludwika XIV w więzienie, stanowiącą symbol ucisku. Wydarzenie stanowi symboliczny początek rewolucji francuskiej[8].
  - 26 sierpnia – została przyjęta Deklaracja praw człowieka i obywatela, dokument programowy rewolucji francuskiej[8].
  - ekspedycja Alexandra Mackenziego przeszła północno-zachodnią Kanadę i dokonała spływu rzeką Mackenzie do Oceanu Arktycznego[5].